# Escuela de pensamiento religioso
Escuela de pensamiento religioso es la escuela de pensamiento dentro de una religión.

## En las distintas religiones

### Islam
- Madhab, término islámico equivalente a Escuela religiosa o jurídico-religiosa:

- Escuela hanafí
- Escuela malikí
- Escuela shafi'i
- Escuela hanbalí

- Escuela Ash'ari
- Escuela Mu'tazila

### Hinduismo
- Escuelas en el hinduismo.

### Budismo
- Escuela Abhidharma y las demás Trece escuelas del budismo chino.

### Cristianismo
- Escuela de Alejandría y
- Escuela de Antioquía

en el cristianismo primitivo.
- Pueden considerarse escuelas de pensamiento religioso los movimientos religiosos dentro del catolicismo, mientras no se definan como contrarios a la ortodoxia y pasen a considerarse herejías:

- Misticismo y ascetismo

- Escuela ascética española (o mística española).

- Iluminismo
- Molinismo (de Luis de Molina)
- Quietismo o molinosismo (de Miguel de Molinos).
- Jansenismo (de Cornelio Jansen)
- Casuismo, también denominado jesuitismo (por atribuirse a la Compañía de Jesús).
- Galicanismo o regalismo
- Modernismo
- Teología de la liberación
- Preconciliarismo (Marcel Lefebvre).
- Tomismo
- Escotismo
- Ockhamismo
- Escuela de Salamanca
- Neoescolástica
- Sedevacantismo
- Escuela de San Víctor
- Escuela de Oxford

- Existe una congregación religiosa católica denominada Escuela de Cristo.